# Municipio de Rosette
El municipio de Rosette (en inglés: Rosette Township) es un municipio ubicado en el condado de Edmunds en el estado estadounidense de Dakota del Sur. En el año 2010 tenía una población de 104 habitantes y una densidad poblacional de 1,1 personas por km².

## Geografía
El municipio de Rosette se encuentra ubicado en las coordenadas 45°32′58″N 99°2′17″O / 45.54944, -99.03806. Según la Oficina del Censo de los Estados Unidos, el municipio tiene una superficie total de 94.21 km², de la cual 93,82 km² corresponden a tierra firme y (0,41 %) 0,39 km² es agua.

## Demografía
Según el censo de 2010, había 104 personas residiendo en el municipio de Rosette. La densidad de población era de 1,1 hab./km². De los 104 habitantes, el municipio de Rosette estaba compuesto por el 100 % blancos. Del total de la población el 0 % eran hispanos o latinos de cualquier raza.